# Pocisk kumulacyjny

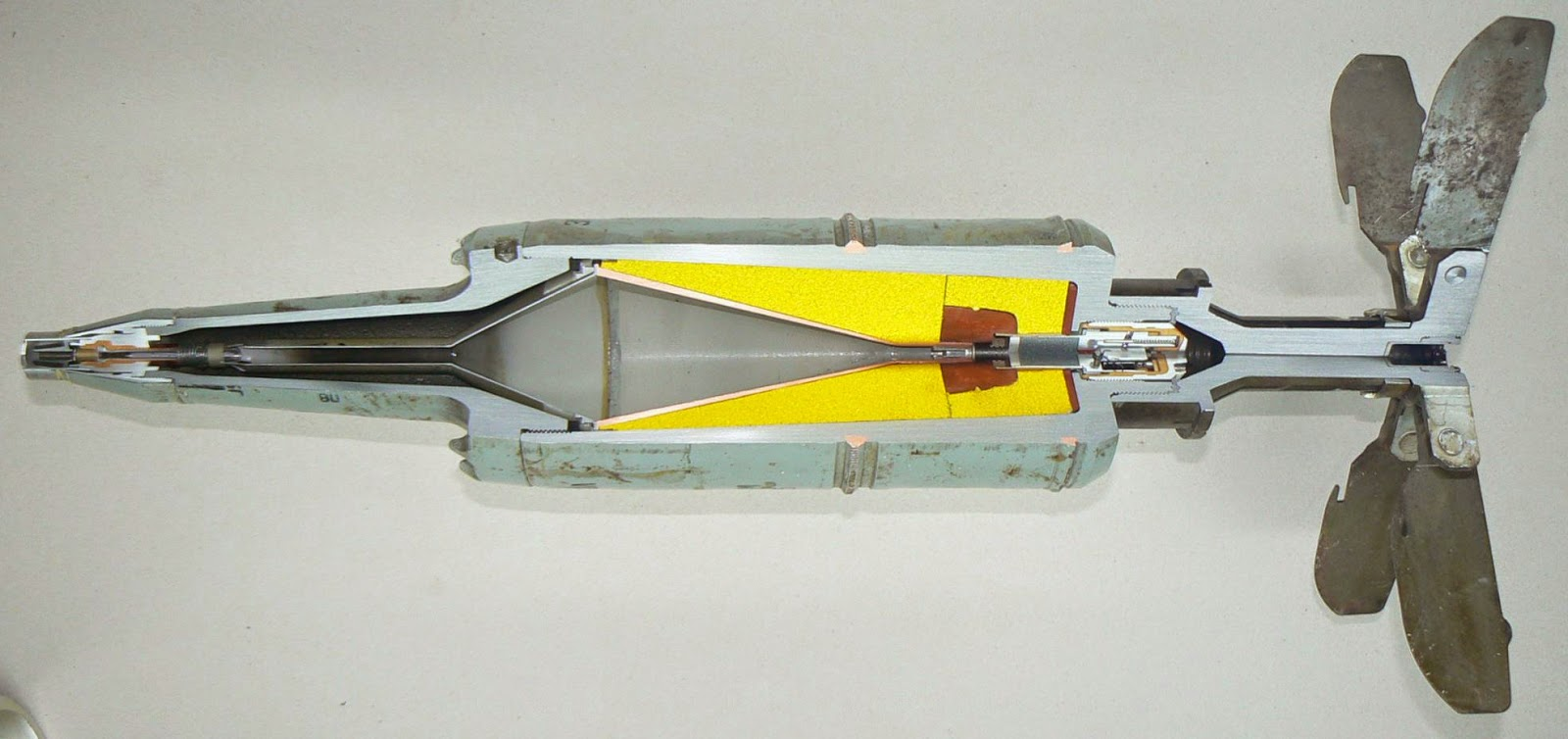
Przekrój pocisku kumulacyjnego

Pocisk kumulacyjny – pocisk przeciwpancerny, w którym do przebicia pancerza wykorzystuje się strumień kumulacyjny, powstający po eksplozji materiału wybuchowego, działającego na wkładkę kumulacyjną (cienkościenny stożek wykonany najczęściej z miedzi lub innego miękkiego metalu).
Ładunki kumulacyjne zaczęto stosować podczas II wojny światowej w minach przeciwumocnieniowych oraz pociskach granatników przeciwpancernych.

## Schemat i zasada działania

Animacja demonstrująca działanie pocisku kumulacyjnego

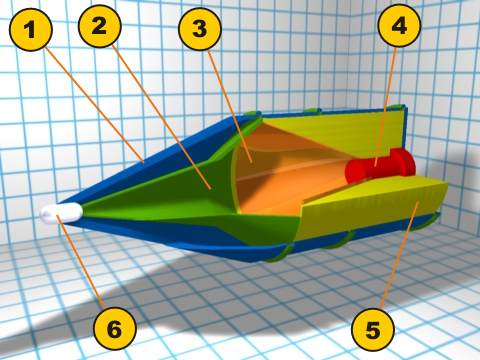
Ładunek kumulacyjny z zapalnikiem piezoelektrycznym:
1. czepiec balistyczny
2. dociskacz piezoelementów
3. wkładka kumulacyjna
4. zapalnik
5. materiał wybuchowy
6. czujnik piezoelektryczny

Zasada działania: wybuch zapalnika powoduje rozpoczęcie procesu spalania materiału wybuchowego. Jest ważne, aby materiał ten nie detonował, ale spalał się w regularnej, sferycznej fali wybuchu. Fala ta zbliża się do wierzchołka stożka wkładki kumulacyjnej. Kiedy go dosięgnie, zaczyna się ona deformować i jest stopniowo, poczynając od wierzchołka, uplastyczniana i wypychana w stronę pancerza. Tak zgniatana wkładka kumulacyjna formuje strumień kumulacyjny, poruszający się z dużą szybkością w stronę pancerza (czoło strumienia porusza się z prędkością kilkunastu km/s) oraz znacznie szerszy i powolniejszy strumień wsteczny, wylatujący do tyłu głowicy. Sam strumień kumulacyjny ma niewielki przekrój i dzięki temu uzyskuje wielką koncentrację energii na powierzchni pancerza, powodując zazwyczaj jego odparowanie.

## Zastosowania i środki przenoszenia
Zastosowania ładunków kumulacyjnych:
- niszczenie pojazdów opancerzonych (np. czołgów w ruchu);
- niszczenie ścian bunkrów i innych umocnień;
- niszczenie opancerzonych stanowisk ogniowych (np. okopanych czołgów).

Środki przenoszenia:
- pociski granatników przeciwpancernych, np. RPG-7;
- przeciwpancerne pociski rakietowe (ppk), np. MAF;
- miny przeciwpancerne;
- ładunki saperskie;
- pociski artyleryjskie, np. 3WBK10 kalibru 125 mm;
- bomby lotnicze.

## Sposoby przeciwdziałania

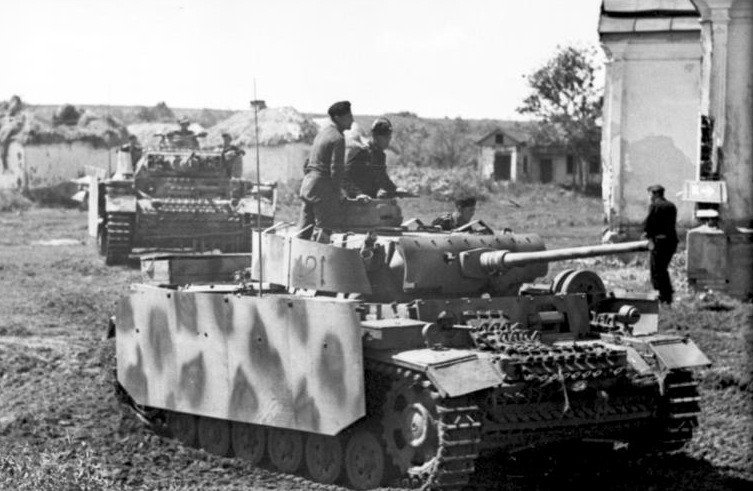
Czołg PzKpfw III wyposażony w doczepiane do pancerza ekrany przeciwkumulacyjne

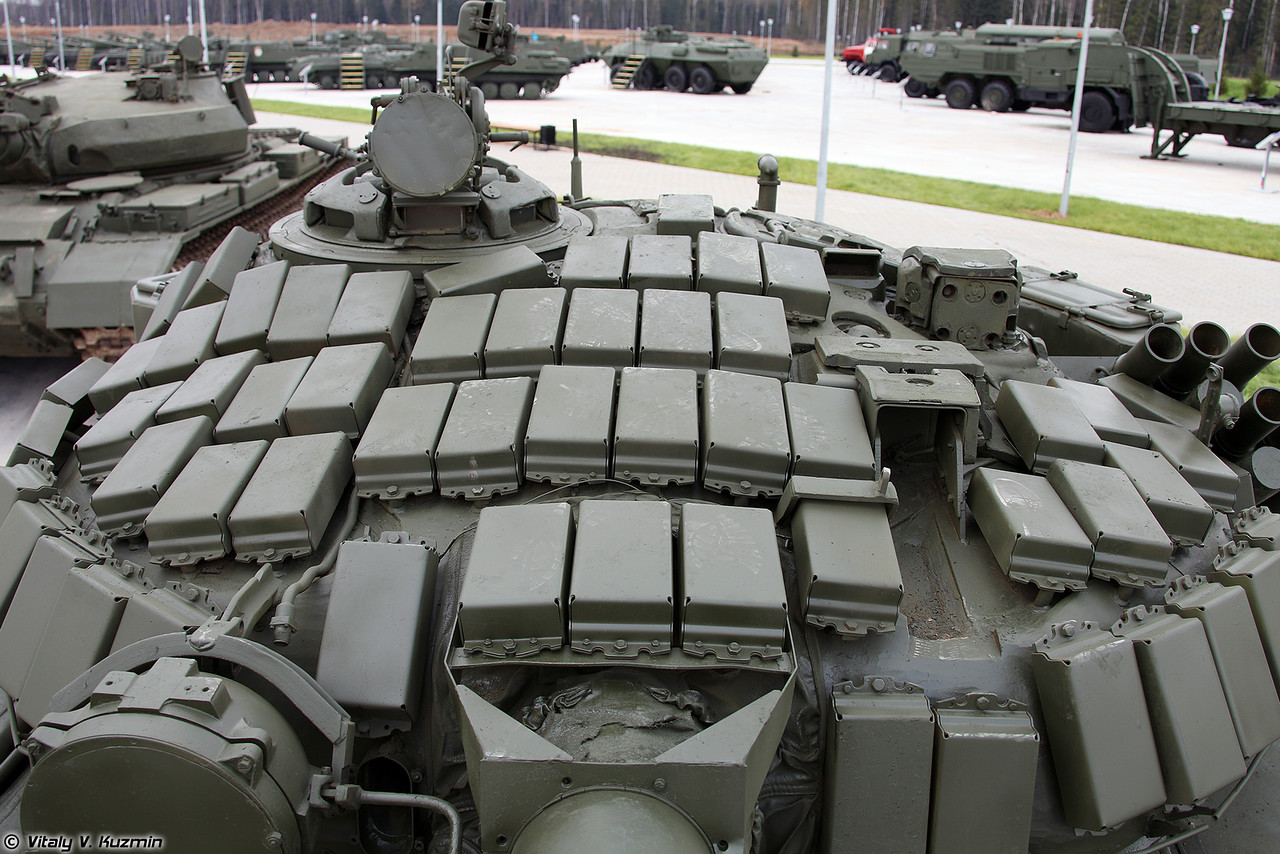
Kostki pancerza reaktywnego na wieży czołgu T-72

Istnieją trzy główne systemy przeciwdziałania pociskowi kumulacyjnemu:
1. Ekrany przeciwkumulacyjne – w postaci osłon, wykonanych zwykle z cienkiej blachy lub siatki stalowej. Ekrany umieszcza się w odległości 10–50 cm od pancerza pojazdu, w ten sposób aby przy trafieniu inicjowały efekt kumulacyjny pocisku przed jego dotarciem do pancerza właściwego.
2. Pancerz warstwowy – złożony z wielu warstw materiału, z których każda jest powierzchniowo utwardzana. Taki pancerz jest znacznie skuteczniejszy od pancerza litego o tej samej wadze, bowiem strumień kumulacyjny rozprasza się, uderzając w kolejne utwardzone powierzchnie warstw pancerza.
3. Pancerz reaktywny – polega na umieszczeniu na pancerzu właściwym kostek materiału wybuchowego o silnych własnościach detonacyjnych – czyli zapalających się znacznie szybciej, niż rozprzestrzenia się w nich fala wybuchu. Kostka takiego materiału uderzona przez strumień kumulacyjny detonuje i rozprasza strumień kumulacyjny.
W praktyce zazwyczaj łączy się ze sobą kilka rozwiązań, np. kładąc pancerz reaktywny na pancerz warstwowy.